# Gustav Lexau
Gustav Lexau (fl. XX secolo) è stato un nuotatore e pallanuotista tedesco.

## Carriera
Partecipò alle gare di nuoto della II Olimpiade di Parigi del 1900 e vinse una medaglia d'oro, nei 200m stile libero per squadre con la Deutscher Schwimm-Verband Berlin (con un punteggio totale di 33).
Inoltre prese parte con la squadra del Berliner Swimming Club, al torneo olimpico di pallanuoto, perdendo ai quarti di finale per 3-2 contro i Pupilles de Neptune de Lille.

## Palmarès

### Nuoto
- Oro ai Giochi olimpici di Parigi 1900 nei 200m stile libero per squadre